# Else Günther
Else Günther (auch: Else Günther-Junghans, Pseudonyme für Else von Friesen-Zebrowski, * 11. April 1912 in Lautenburg, Westpreußen; † nach 1973) war eine deutsche Sängerin und Schriftstellerin.

## Leben
Else Günther war Konzertsängerin; von 1935 bis 1945 hatte sie Auftrittsverbot. Ab Anfang der Fünfzigerjahre veröffentlichte sie zahlreiche Kinder- und Jugendbücher. In den Sechzigerjahren wechselte sie zur Trivialliteratur und schrieb vorwiegend Arztromane für die Heftreihen des Bastei-Verlags.

## Werke
- Nicht weinen, Li, München 1951
- Zwei aus Afrika, München 1952
- Gitta will nicht heiraten, Hannover 1953
- Sonja auf Reisen, Göttingen 1954
- Sonja ist nicht mehr allein, Göttingen 1954
- Sonny ist glücklich, Göttingen 1954
- Sonny und Dr. Lakritzen, Göttingen 1954
- Hier bin ich der Kapitän, Köln 1955
- Sonja braucht vierhundert Mark, Göttingen, 1955
- Sonja - immer fidel, Göttingen 1955
- Sonja muß staunen, Göttingen 1956
- Sonjas lustige Türkenreise, Göttingen 1956
- Sonja in Schweden, Göttingen 1957
- Lena Besenzopf, Stuttgart 1958
- Sonjas Gast aus Afrika, Göttingen 1958
- Die Kinder im Schneehaus, Lahr/Schwarzwald 1961
- Petie und ihre Welt, Hannover 1961
- Fahrt frei für Janne!, Wuppertal 1962
- Frauenarzt Dr. Moorgard, Bergisch Gladbach 1962
- Ein Kind dankt Ihnen, Dr. Ronning, Bergisch Gladbach 1962
- Die Kinder der Ärztin Yvonne, Bergisch Gladbach 1962
- Li und die fröhliche Bande, Hannover [u. a.] 1962
- Petras Reise nach Marseille, Wuppertal 1962
- Die zwei Marlenen, Wuppertal 1962
- Die Lappenpforte, Wuppertal 1963
- Schwester Christas Doppelleben, Bergisch Gladbach 1963
- Sie darf nicht sterben, Dr. Körber, 2 Bände, Bergisch Gladbach 1963
- Sie müssen sich entscheiden, Doktor!, Bergisch Gladbach 1963
- Wie konnten Sie, Herr Doktor Greven!, Bergisch Gladbach 1963
- Angela, sein schwerster Fall, Bergisch Gladbach 1964
- Geheimnis um Schwester Yvonne, Bergisch Gladbach 1964
- Der schönste Tag in unserem Leben, Bergisch Gladbach 1964
- Sonja auf Borkum, Wuppertal 1964
- Sonja sieht einen Engel, Wuppertal 1964
- Sonja und der schwarze Doktor, Wuppertal 1964
- Sonjas Heimat, Wuppertal 1964
- Doch stärker ist das Recht auf Liebe, Bergisch Gladbach 1965
- Fürchten Sie die Wahrheit, Doktor?, Bergisch Gladbach 1965
- Ihr Spiel ist aus, Herr Doktor, Bergisch Gladbach 1965
- Pfiff contra Zeisig, Bad Homburg v. d. H. [u. a.] 1965
- Rivalen im weißen Kittel, Bergisch Gladbach 1965
- Schicksal in der weißen Maske, Bergisch Gladbach 1965
- Schwester Sandra, wo ist mein Bruder?, Bergisch Gladbach 1965
- Der Tod fährt mit, Herr Doktor, Bergisch Gladbach 1965
- Vergiß diesen Mann, Schwester Ilse, Bergisch Gladbach 1965
- Zwei Männer um Dr. Angelika, Bergisch Gladbach 1965
- Dann denkt jeder an Regina, Bergisch Gladbach 1966
- Das Glück des Dr. Amelang, Bergisch Gladbach 1966
- Ich warne Sie, Dr. Hassenkamp!, Bergisch Gladbach 1966
- Kinderschwester Irmela, Bergisch Gladbach 1966
- Die Krankenschwester von Schloß Torring, Bergisch Gladbach 1966
- Niemand kennt ihn ohne Maske, Bergisch Gladbach 1966
- Pfiff greift ein, Wuppertal 1966
- Schöne Ärztin Marianne, Bergisch Gladbach 1966
- Seines Bruders schöne Frau, Bergisch Gladbach 1966
- ... und niemand kennt die Diagnose, Bergisch Gladbach 1966
- Die Zwillinge von Schloß Ahrenshof, Bergisch Gladbach 1966
- Zwei Ärzte kämpfen um Monika, Bergisch Gladbach 1967
- Zwischen ihnen stand die Schuld, Bergisch Gladbach 1967
- Thomas schreibt an Gott, Stuttgart-Sillenbuch 1968
- Sonnie war noch nie so glücklich, Wuppertal 1969
- Sonnie auf dem Lande, Wuppertal 1973
- Sonnie und die Nelkenhochzeit, Wuppertal 1973
- Sonnies Zirkus, Wuppertal 1973